# Winthemmyia angustata
Winthemmyia angustata är en tvåvingeart som först beskrevs av Krober 1913.  Winthemmyia angustata ingår i släktet Winthemmyia och familjen stilettflugor. Inga underarter finns listade i Catalogue of Life.